# مات بنتلي
مات بنتلي (بالإنجليزية: Matt Bentley)‏ هو مصارع محترف أمريكي، ولد في 10 ديسمبر 1979 في كلينتون في الولايات المتحدة.

## وصلات خارجية
- مات بنتلي على موقع WrestlingData.com (الإنجليزية)
- مات بنتلي على موقع CageMatch worker (الإنجليزية)
- مات بنتلي على موقع قاعدة بيانات المصارعة على الإنترنت (الإنجليزية)
- مات بنتلي على موقع عالم المصارعة على الإنترنت (الإنجليزية)

- مات بنتلي على موقع IMDb (الإنجليزية)
- مات بنتلي على موقع قاعدة بيانات الفيلم (الإنجليزية)